# Indre By (Flensborg)
 For alternative betydninger, se Indre By (flertydig). (Se også artikler, som begynder med Indre By)
Indre By er den inderste bydel i Flensborg og består af de to sogne Sankt Nikolaj omkring Søndertorvet og Vor Frue (Sankt Mariæ) omkring Nørretorvet samt Ramsherred-kvarteret (Skt. Gertrud Sogn) omkring Nørregaden. Den Indre By udgør en egen administrative bydel (Innenstadt). Bydelen har cirka 3300 indbyggere. Sammen med Sankt Hans-sognet udgør Sankt Nikolaj og Vor Frue også Flensborgs historiske bykerne. På grænsen mellem Sankt Nikolaj- og Vor Frue sogne lå i middelalderen byens tingplads, mellem 1445 og 1883 stod her byens gamle rådhus. Rådhusgaden minder endnu om den 1883 nedrevne bygning. Ved havnen for enden af Nygaden og ved den tidligere Glimbækkens munding i Flensborg Fjord stod der i middelalderen formodentlig et større befæstningstårn .
Den indre by gennemskæres med Holmen-Storegade-Nørregade af en næsten gennemgående butiks- og gågade med små sidestræder som Mariegaden, Oluf-Samson-Gangen eller Herrestaldene, der går ud fra hovedgaden. Ud mod havnen ligger Skibsbroen. Mod vest begrænses den indre by af Friserbjerget og Mariebjerget (Duborg). Af kirkerne kan nævenes Sankt Nikolaj, Sankt Mariæ og den danske Helligåndskirke. Den for det nordlige kvarter/nærområde navngivne Sankt Gertrud Kirke blev dog allerede i 1571 nedrevet. Især indrebyens sydlige del er præget af mange butikker og indkøbcentre såsom Flensburg Galerie og Holm-Passagen.
Historisk set hører Flensborg under følgende sogne:
- Skt. Mariæ Sogn (Vor Frue Sogn), bestående af området mellem Rådhusgaden (før: Rudebækken) og Tosbygaden/Nygaden (før: Glimbækken), området omkring Nørregade hen mod Nørreporten (Ramsherred), Nystaden udenfor Nørreport samt markerne vest for byen med Mariegaard, Skæferhus og husene i Frueskoven
- Skt. Nikolaj Sogn, bestående af området mellem Rådhusgaden (før: Rudebækken) i nord til den tidligere Skærbæk i sydøst med bl.a. Holmen, Kattesundet, Søndertorv, Rødegade, Frisergade og Angelbogade. Sognets tidligere marker mod vest var skilt fra Skt. Mariæ Sogns marker ved udfaldsvejen til Hanved på Fredsbjerget.
- Skt. Hans Sogn (Skt. Johannes Sogn), bestående af Skt. Hans-kvarteret som byens ældste del, Fiskergaarden og dele af Hulvejene.

## Billeder
- Byens historiske midtpunkt på grænsen mellem Sankt Nikolaj og Vor Frue sogn
- Den tidligere tingplads
- Caféer på Nørretorvet
- Hængende sko i Nørregade (shoefiti)
- Sted, hvor det tidligere befæstningstårn har stået, ved Skibsbroen og enden af Nygaden